# Impero di Kanem-Bornu
Impero di Kanem-Bornu è una definizione convenzionale usata dagli storici per identificare due forme statali successive, sviluppatesi in Africa centrale a partire dall'VIII secolo d.C., che, sotto diverse forme, governarono l'area intorno al Lago Ciad fino all'avanzata degli eserciti coloniali europei alla fine del XIX secolo. Nel suo momento di maggiore splendore (intorno al 1200), l'Impero Kanem-Bornu copriva un'area che comprendeva la moderna Libia meridionale, il Ciad, il nord-est della Nigeria, il nord del Camerun e la parte orientale del Niger.
La principale fonte storiografica sulla storia dei due imperi di Kanem e di Bornu, e del popolo Kanuri a partire dal Mai Dunama Dibbalemi in poi, è costituita dal Diwan (Cronache Reali), scoperto nel 1850 dall'archeologo tedesco Heinrich Barth.

## L'Impero Kanem
L'impero originario era chiamato Kanem e si costituì da una coalizione di regni, principalmente di etnia Tebu, sulla sponda settentrionale del Lago Ciad, al centro delle vie commerciali che univano l'Africa sub-sahariana al medio oriente. Nel 1075 d.C. la prima dinastia pagana dei Duguwa fu sostituita, in seguito alla penetrazione dell'Islam nella regione, dalla dinastia Sayfawa, che islamizzò la corte imperiale, e diede il via al periodo di maggior splendore dell'impero. 
L'espansione maggiore ebbe luogo sotto il regno del Mai (re) Dunama Dibbalemi della dinastia Sayfawa (o Sewufa), che regnò dal 1221 al 1259. Questi fu il primo in assoluto a convertirsi all'Islam e dichiarò il jihād nei confronti delle tribù confinanti, iniziando così un lungo periodo di conquiste. Dopo avere consolidato i propri territori intorno al Lago Ciad, attaccò a nord il Fezzan (Libia) e ad ovest gli Stati hausa (Nigeria). 
Questa espansione aveva lo scopo di proteggere le vie di comunicazione con il nord. La crescita del commercio fu seguita dalla crescita dell'impero Kanuri. In cambio di tessuti, sale, minerali e schiavi, ricevevano rame, armi e cavalli. All'apice del loro potere i Kanuri controllavano una vasta area dell'Africa settentrionale, attraverso la quale dovevano passare tutti i commerci rivolti al Nordafrica. La cultura dei Kanuri è cambiata con il migliorare delle condizioni economiche, gradualmente il nomadismo ha lasciato posto alla creazione di centri urbani stabili, come Njimi, prima capitale dell'impero.

## Il Regno del Bornu
In seguito alla morte di Dunama Dibbalemi, rivalità interne iniziarono a minacciare seriamente la stabilità dell'impero. Nonostante questo, all'inizio del XV secolo la dinastia Sefuwa cambiò locazione geografica governando il regno di Bornu, situato ad ovest del Lago Ciad; solo nel XVI secolo, però, il regno riacquistò la propria potenza. Il regno di Mai Ali Gaji (1497 - 1515) pose fine alle divisioni interne, il suo esercito riconquistò la vecchia capitale Njima alla dinastia ribelle Bulala, stabilendo però la nuova capitale a Ngazargamu. Questa crescita del regno coincise con il collasso dell'Impero Songhai, che ne preparò i presupposti.
I Kanuri aumentarono il proprio potere sotto il regno del Mai Idris Alooma (1575-1610) ristabilendo la propria autorità nell'area del Fezzan e nelle terre Hausa grazie a un esercito armato di moschetti acquistati dagli Ottomani. Idris Alawma era un fervente musulmano, credeva di dovere diffondere l'Islam in Africa e lanciò numerosi jihād interni per convertire gli "infedeli". Pose inoltre le basi politiche ed amministrative di un impero destinato a durare ancora 250 anni.
L'Impero si indebolì dopo il 1840 a causa della minaccia data dal crescente potere dell'Impero Fulani, ad ovest; l'arrivo delle potenze colonizzatrici Europee fu il colpo finale. Il cuore del regno, ad ovest del lago Ciad, fu incluso, dal 1893, nella Nigeria Britannica, mentre i territori ad est del bacino del Ciad furono assorbiti nel Regno Wadai nel 1846, per entrare infine a far parte dell'Africa Equatoriale Francese nel 1891.

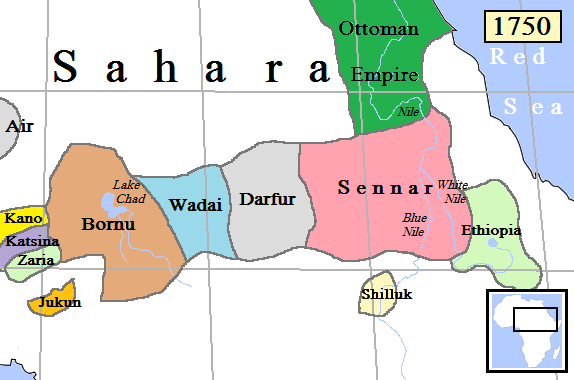
Il regno del Bornu e gli stati confinanti nel 1750

Il Bornu e le sue dipendenze nel 1810

## Cronistoria deiMaidel Kanem-Bornu

### Kanem
| Dinastia Dugawa |                                                  |
| --------------- | ------------------------------------------------ |
| Sef             | c. 700                                           |
| Dugu            | c. 785 (figlio di Sef, dà il nome alla dinastia) |
| Fune            | c. 835                                           |
| Aritso          | c. 893                                           |
| Katuri          | c. 942                                           |
| Ayoma           | c. 961                                           |
| Bula            | c. 1019                                          |
| Arki            | c. 1035                                          |
| Shu             | c. 1077                                          |
| Abd al-Dhel     | c. 1081                                          |

| Dinastia Sayfawa    |           |
| ------------------- | --------- |
| Hummay              | 1075–1086 |
| Dunama I            | 1086–1140 |
| Bir I               | 1140–1166 |
| Abdullah I          | 1166–1182 |
| Salmama I           | 1182–1210 |
| Dunama II Dabbalemi | 1210–1248 |
| Kaday I             | 1248–1277 |
| Bir II              | 1277–1296 |
| Ibrahim I           | 1296–1315 |
| Abdullah II         | 1315–1335 |
| Salmama II          | 1335–1339 |
| Kuri I              | 1339–1340 |
| Kuri II             | 1340–1341 |
| Mohammed I          | 1341–1342 |
| Idris I             | 1342–1366 |
| Dawud               | 1366–1376 |
| Othman I            | 1376–1379 |
| Othman II           | 1379–1381 |
| Abu Bakr            | 1381–1382 |
| Omar I              | 1382–1387 |

### Bornu
| Dinastia Sayfawa                         |           |
| ---------------------------------------- | --------- |
| Said                                     | 1387–1388 |
| Kaday II                                 | 1388–1389 |
| Bir III                                  | 1389-1421 |
| Othman III                               | 1421-1422 |
| Dunama III                               | 1422-1424 |
| Abdullah III                             | 1424-1431 |
| Ibrahim II                               | 1431-1439 |
| Kaday III                                | 1439-1440 |
| Dunama V                                 | 1440-1444 |
| Mohammed II                              | 1444      |
| Amr                                      | 1444-1445 |
| Mohammed III                             | 1445-1449 |
| Ghazi                                    | 1449-1454 |
| Othman IV                                | 1454-1459 |
| Omar II                                  | 1459-1460 |
| Mohammed IV                              | 1460-1465 |
| Ali Gazi                                 | 1465-1497 |
| Idris II                                 | 1497-1515 |
| Mohammed V                               | 1515-1538 |
| Ali I di Bornu                           | 1538-1539 |
| Dunama VI                                | 1539-1557 |
| Abdullah III di Bornu                    | 1557-1564 |
| Idris III Alooma                         | 1564-1596 |
| Mohammed VI Bukalmarami                  | 1603-1618 |
| Ibrahim III di Bornu                     | 1618-1625 |
| Hadj Omar                                | 1619-1639 |
| Ali II                                   | 1639-1677 |
| Idris IV di Bornu                        | 1677-1697 |
| Dunama VII                               | 1699-1726 |
| Hadj Hamdan                              | 1726-1731 |
| Mohammed VII di Bornu                    | 1731-1747 |
| Dunama VIII Gana                         | 1747-1750 |
| Ali III                                  | 1750-1791 |
| Ahmad                                    | 1791-1808 |
| Dunama IX Lefiami                        | 1808-1811 |
| Mohammed VIII di Bornu                   | 1811-1814 |
| Dunama IX Lefiami (riconquista il trono) | 1814-1817 |
| Ibrahim IV di Bornu                      | 1817-1846 |
| Ali IV Dalatumi                          | 1846      |